# Marpesia funestis
Marpesia funestis är en fjärilsart som beskrevs av Butler 1869. Marpesia funestis ingår i släktet Marpesia och familjen praktfjärilar. Inga underarter finns listade i Catalogue of Life.